# レオーン4世
レオーン4世“ハザロス”（レオーン4せい“ハザロス”、ギリシア語：Λέων Δʹ ὁ Χάζαρος, Leōn IV ho Khazaros、749年1月25日 - 780年9月8日）は、東ローマ帝国イサウリア王朝の第3代皇帝（在位：775年 - 780年）。同王朝第2代皇帝コンスタンティノス5世の子。「ハザロス」は母エイレーネーがハザールの出身だったためにちなむあだ名。
イコン破壊運動（イコノクラスム）に対して寛容な態度を取ったため、イコン破壊運動は鳴りを潜めた。病弱で、780年に30歳で死去。残された子供のコンスタンティノス6世が幼かったため、レオーンの皇后のエイレーネーが摂政として実権を掌握した。